# Nicola Gaetani d'Alife
Nicola Gaetani d'Alife Dell'Aquila D'Aragona, VII principe di Piedimonte, XII duca di Laurenzana, conte d'Alife, patrizio napoletano (Napoli, 29 gennaio 1857 – Napoli, 26 maggio 1924), è stato un nobile, imprenditore e politico italiano.

## Biografia
Principe di Piedimonte, discendente dall'antica famiglia Gaetani dei duchi di Gaeta, il cui cognome si è nel tempo corrotto dando vita al ramo dei Caetani di cui fa parte papa Bonifacio VIII, nella sua persona la famiglia Gaetani Dell'Aquila D'Aragona (dal matrimonio del 1297 di Giordano Loffredo Gaetani, duca di Laurenza, con Giovanna dell'Aquila D'Aragona) viene iscritta nel Libro d'Oro della Nobiltà Italiana coi titolo di principe di Piedimonte, duca di Laurenzana e conte d'Alife.
Il padre era il senatore Onorato Gaetani dell'Aquila d'Aragona.
Fu eletto deputato per la destra storica nel 1892 e più  volte riconfermato.
Nel 1909 fu nominato senatore del Regno.